# Bangkok Love Story
Bangkok Love Story (Thai: เพื่อน...กูรักมึงว่ะ;  Phuean...Ku Rak Mueng Wa) è una pellicola cinematografica thailandese prodotta ed uscita nelle sale nel 2007. La critica l'ha subito identificato come il più audace e coraggioso film tailandese a tematica gay mai prodotto. È uscito lo stesso anno di The Love of Siam, che tratta invece l'omosessualità da una prospettiva adolescenziale.
Il titolo letteralmente significa Amico mio... confesso di amarti; è un film che narra, all'interno d'una situazione di criminalità altamente drammatica, la romantica storia d'amore d'un uomo che s'innamora d'un altro uomo: per l'esattezza di colui che dovrebbe uccidere.

## Trama
Maek è un killer a cui è stato assegnato il compito di rapire e poi assassinare un informatore della polizia chiamato Iht. Purtroppo però Maek invece d'eseguire la sentenza di morte s'innamora della sua vittima; rimane ferito ed è accolto in casa da Iht e curato amorevolmente.
Entrambi cominciano così ad essere braccati senza pietà dal clan mafioso che aveva inizialmente assunto Maek. I due uomini cercheranno di fuggire lontano nascondendosi in luoghi sempre differenti.
Maek si sente sempre più attratto da Iht ma ancora non ha il coraggio di confessarglielo; entrambi però sembrano prendersi subito cura l'uno dell'altro con tenerezza, preoccupandosi della salute e sicurezza reciproca. Un giorno poi, mentre stanno facendo il bagno, capita ai due di baciarsi: l'uno ricambia l'altro finendo così nell'impegnarsi in un'appassionata esperienza sessuale nella terrazza sul tetto dell'edificio ove risiedono.
Il giorno successivo però, a seguito di conflitti di coscienza, Maek dice ad Iht d'andarsene, di tornarsene dalla sua donna, Sai, e nascondersi lì: Iht a questo punto non è davvero più interessato a proseguire una relazione (che scopre del tutto insoddisfacente) con la fidanzata, e passa le sue giornate nello struggimento amoroso nei confronti di Maek. Riesce infine a rintracciare il fratello del killer, Mhok, e a conoscere la loro madre, una donna malata di AIDS all'ultimo stadio. La donna sta morendo e ciò è il risultato dei continuati abusi sessuali da parte del patrigno di Maek.
Nel frattempo Meak rimane del tutto inafferrabile, questo fino a quando non va a trovare la famiglia; e qui incontra Iht ad attenderlo: all'ingresso della porta di casa Iht dichiara il suo amore vero, sincero, assoluto nei confronti di Maek, facendogli capire al contempo quanto gli manchi la sua presenza ed il calore del suo corpo vicino a lui. Si baciano appassionatamente; ma non s'accorgono d'essere segretamente osservati dalla vecchia fidanzata di Iht, Sai.
Il sogno e desiderio ultimo di Maek è quello di portare la madre ed il fratello minore via da Bangkok, lontano dalla città, verso le montagne all'interno del paese. Ma dopo che la madre ascolta la confessione di Mhok al fratello, che cioè egli si prostituisce con altri uomini (fin da quando era ancora un ragazzino) per poter pagare le medicine che dovrebbero alleviare le sofferenze della madre, questa sopraffatta dall'emozione sale in soffitta e si impicca.
I fratelli la trovano agonizzante e di corsa cercano di portarla all'ospedale ma, appena usciti dal portone dell'edificio ecco che una pallottola, presumibilmente destinata a Maek, invece colpisce ed uccide la donna. I gangster ex-datori di lavori di Maek sono ancora sulle tracce di lui e di Iht.
Maek, deciso a vendicarsi una volta per tutte si lancia sulle loro tracce: Mohk (che ha compreso ed accettato la relazione tra i due) corre ad informare l'amante del fratello di quello che sta accadendo; a questo punto Iht cerca di fermarlo, ma è troppo tardi. In più rimane ferito agli occhi dopo che la moglie del gangster gli spara.
Alla stazione ferroviaria, dove sta prendendo il treno per scomparire per sempre agli occhi del mondo, Maek viene fermato ed arrestato dalla polizia la quale, incriminayolo di omicidio9 lo fa condannare a molti anni di carcere. Iht, rimasto cieco, continua ad andar a trovarlo; hanno finalmente e definitivamente compreso entrambi che il loro destino è quello di rimanere assieme per il resto dei loro giorni, nonostante tutto, qualsiasi cosa possa ancora accadere.
Mhok, il fratello più giovane di Maek, che ha anche lui contratto l'AIDS attraverso i rapporti non protetti avuti lungo quegli anni per la strada con perfetti sconosciuti, non riesce ad accettare questa sua condizione e, non trovando più l'energia per combattere le avversità della vita, si suicida. Alla fine a Maek è rimasto solo Iht. I due si promettono fedeltà eterna.
Rilasciato dalla prigione in libertà provvisoria, all'uscita Maek trova ad attenderlo Iht, che si aiuta con un bastone per poter camminare. Ma prima che i due uomini possano iniziare una nuova vita assieme, Maek viene ucciso per strada da un proiettile sparato da un killer invisibile. Disperato, Iht si accascia sul corpo oramai senza vita del suo unico e solo grande amante di tutta la vita, giurando ripetutamente il suo amore per lui.
A seguito d'un'operazione chirurgica ben riuscita, Iht riesce a riacquistare parzialmente la vista; è così in grado di visualizzare sul suo telefonino cellulare un video realizzato anni prima da Maek, in cui ammette d'aver amato Iht fin dal primo momento in cui l'aveva incontrato... e che l'avrebbe amato fino all'ultimo respiro.